# Robert Faurisson
Robert Faurisson (Shepperton, 25 januari 1929 – Vichy, Frankrijk 21 oktober 2018) was een Frans taalkundige die veel controverse veroorzaakte met artikelen waarin hij het bestaan van de gaskamers in de naziconcentratiekampen bleef ontkennen. Ook trok hij in twijfel of er wel een systematische moordpartij van Europese Joden was in de Tweede Wereldoorlog door middel van gifgas. Hij publiceerde onder meer in het antisemitische en Holocaustontkennende Journal of Historical Review, maar zijn ingezonden brieven en artikelen vonden ook hun weg naar opiniebladen zoals Le Monde, Rivarol en Junge Freiheit.

## Levensloop
In de loop der jaren beweerde Faurisson de Holocaust uitgebreid bestudeerd te hebben, en sinds de late jaren 70 zei hij tot de conclusie te zijn gekomen dat het een hoax was. Sindsdien heeft hij ontelbare brieven naar kranten geschreven, veel boeken gepubliceerd en veel artikelen voor revisionistische tijdschriften geschreven die het bestaan van de Holocaust geheel of gedeeltelijk ontkennen.
Faurisson telde onder zijn bekenden en vrienden de Amerikaanse revisionist Ernst Zündel, de weduwe Florrie Rost van Tonningen-Heubel, de Zweedse revisionist Ditlieb Felderer en de Marokkaanse revisionist Ahmed Rami.
Faurisson en zijn eerder genoemde bondgenoten werden algemeen als antisemieten beschouwd en betiteld, maar Faurisson ontkent dat hij antisemiet is; ondertussen gaf hij interviews waarin hij uitspraken doet zoals: "De zogenaamde Holocaust van de Joden is het zwaard en schild van de Joodse tirannie over de gehele wereld. Vernietig het!"
Christopher Hitchens heeft Faurissons doel beschreven als "de rehabilitatie, in pseudowetenschappelijke vorm, van het Derde Rijk", maar Faurisson beweerde dat hij alleen maar op zoek was naar de waarheid en dat hij geen enkel politiek doel nastreefde.
In 2006 werd hij veroordeeld tot een voorwaardelijke celstraf van 3 maanden en een boete van 7500 euro als straf voor een interview dat hij in februari 2005 gaf op de Iraanse televisie, waarin hij de Holocaust ontkende. In december 2006 nam Faurisson deel aan een conferentie over de Holocaustontkenning in Iran.
Omwille van zijn controversiële publicaties werd hij in 1989 op straat aangevallen en zwaar mishandeld, waarbij zijn kaak werd gebroken.
In de vroege tot midden jaren 1980 kreeg de Amerikaan Noam Chomsky veel kritiek op zijn verdediging van Faurissons recht om zijn ideeën te publiceren op grond van de vrijheid van meningsuiting.

## Verleden als hoogleraar
Faurisson was ooit hoogleraar in letterkunde aan de Universiteit van Lyon. In 1991 werd hij uit zijn positie ontheven, op basis van de Gayssotwet, een in 1990 aangenomen wet die het ontkennen van misdaden tegen de menselijkheid verbiedt. Hij vocht zijn ontslag aan bij verschillende instanties van de Verenigde Naties, waaronder de uitvoerende organisatie van het ICCPR ofwel IVBPR/BUPO en bij het Mensenrechtencomité. Beide verwierpen zijn klacht.

## Publicaties
- Het 'Dagboek' van Anne Frank: een kritische benadering (met Siegfried Verbeke), Vrij Historisch Onderzoek 1991.